# 아이든 폴라츠
아이든 폴라츠(튀르키예어: Aydın Polatçı, 1977년 5월 15일~)는 튀르키예의 전직 레슬링 선수이다. 2000년, 2004년, 2008년 하계 올림픽 자유형 슈퍼헤비급에 참가했고 2004년 올림픽에서 동메달을 획득했다. 또한 세계 선수권 대회에서 금메달 1개, 동메달 1개를 획득했고 유럽 선수권 대회에서 금메달 2개, 은메달 1개를 획득했다.